# 歩き巫女
歩き巫女（あるきみこ）は、かつて日本に多く存在した巫女の一形態である。

## 概要
特定の神社に所属せず、全国各地を遍歴し祈祷・託宣・勧進などを行うことによって生計を立てていた。旅芸人や遊女を兼ねていた歩き巫女も存在した。そのため、遊女の別名である白湯文字、旅女郎という呼称でも表現される。鳴弦によって託宣を行う梓巫女、熊野信仰を各地に広めた熊野比丘尼などが知られる。
ワカ（若宮と呼ばれる神社に仕えていた巫女）アガタ シラヤマミコ モリコ（山伏の妻）などもおり、総じて神を携帯し各地を渡り歩き竈拂ひ（かまどはらひ）や口寄せを行ったらしい。

## 信濃巫
現在の長野県東御市から出て、日本各地を歩いた歩き巫女。戦国時代には望月千代女が甲斐武田氏のためにこの巫女を訓練し、情報収集に使ったと言われる。これが、くの一として呼称されることがある。

### 発祥
柳田國男によれば、もともとノノウ（のうのう、と言う呼び声あるいは聖句から）と呼ばれる諏訪神社の巫女で、諏訪信仰の伝道師として各地を歩いていたらしい。

### 様態
神にせせられる（突き動かされる意）パッションが薄くなると同時に、祢津村の辺りに巫女コミュニティを構えることになり、柳田によれば後に「死人の口をきく」口寄せを行う巫女として各地に再びさすらうこととなったという。各地でマンチあるいはマンニチ（万日供養から）、ノノウ、旅女郎（新潟）、飯縄あるいは飯綱（京都府下）、コンガラサマ（舞う様がミズスマシに似るため、岡山県）、をしへ、刀自話（島根県）、なをし（広島県）、トリデ（熊本県）、キツネツケ（佐賀県）、ヤカミシュ（伊豆新島）と呼ばれた彼女たちは、17～8歳から三十代どまりの美女で、関東から近畿にいたる各地に現れ、「巫女の口ききなさらんか」と言って回ったという。外法箱と呼ばれる小さな箱を舟形に縫った紺色の風呂敷で包んで背負い、白い脚胖に下げた下襦袢、尻をからげて白い腰巻をする、という姿で、2～3人連れ立って口寄せ、祈祷を行い、春もひさいだので、山梨、和歌山県辺りでは「白湯文字（しろ-ゆもじ）」という。
儀式は、外法箱と呼ばれる箱に枯葉で水をかけ、うつ伏して行った。中の神は確かではないが、堀一郎によれば「五寸ほどのククノチ神（弓を持った案山子）像、捒物のキボコ（男女が合体している木像）、一寸五分の仏と猫頭の干物、白犬の頭蓋骨、雛人形、藁人形」が入っていたという記録がある。
旧暦の正月から四月にかけて、祢津村の旧西町にあるノノウ小路から出発し、各地へ回って仕事をし、遅くとも大晦日までには帰る、というサイクルで活動していた。帰ると寒垢離を行ったらしい。
巫女村各戸の親方である抱主（かかへぬしあるいはぼっぽく）が巡礼の折、各地（関東から紀州にかけて、主に美濃、飛騨から）で8～9歳から15～6歳のきれいな少女を、年を定めるあるいは養女としてスカウトし、信州に連れ帰って先輩のノノウに付け、3年から5年ほど修行して一人前となった。谷川健一によればちょっとしたものを、中山太郎によれば身の回りのものをあらかた持って各地を訪れると、地元民から歓迎され、中山によれば「信濃巫は槍一本（千石取り）程の物持ちで、荷物は専門の者が持ち、各地を手形なしで歩ける」という伝説までついたという。勿論、俗世に浴しているため気前よく「金をばらまく」ことが多かったために他ならないが、旅先での借金は必ず返し、聖職者であるため肉食は禁じられていたらしい。
明治初期辺りまで関東（檜原村）や関西（河内長野市・葛城村近辺）にやってきていた。

## 資料
- 中山太郎『日本巫女史』
- 柳田國男『巫女考』『定本柳田國男集 第９巻』所収
- 堀一郎『我が国民間信仰史の研究』
- 谷川健一『賤民の異神と芸能』岩波書店
- 石川好一『信濃の歩き巫女 祢津の里ノノウの実像』グリーン美術出版